# Alexander Mackenzie (compositeur)
Pour les articles homonymes, voir Alexander Mackenzie et Mackenzie.
Œuvres principales
- His Majesty (1897)
- The Cricket on the Hearth (1914)
- The Eve of St. John (1925)

Alexander Campell Mackenzie, né le 22 août 1847 à Édimbourg et mort le 28 avril 1935 à Londres, est un compositeur, chef d'orchestre et professeur britannique d'origine écossaise. Il est surtout connu en tant que compositeur, produisant plus de 90 œuvres, mais de 1888 à 1924, il a consacré une grande partie de ses activités à diriger la Royal Academy of Music. Avec Hubert Parry et Charles Villiers Stanford, il est considéré comme l'un des pères de la renaissance musicale britannique (en) à la fin du XIXe siècle.

## Biographie

### Enfance et jeunesse

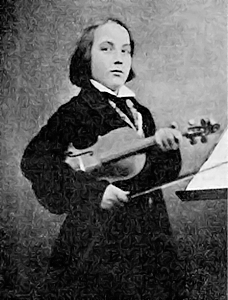
Mackenzie, à l'âge de 12 ans

Alexander Mackenzie naît à Edimbourg en 1847. Il est le fils aîné d'Alexander Mackenzie et de Jessie Watson Campbell. Il est le quatrième musicien de sa famille. Son arrière-grand-père était un musicien militaire, son grand-père, John Mackenzie, était violoniste à Edimbourg et Aberdeen, son père était aussi violoniste, mais aussi chef d'orchestre au Théâtre Royal d'Édimbourg et rédacteur en chef de la National Dance Music of Scotland. Son talent musical de Mackenzie se révèle dès l'enfance : à l'âge de huit ans, il joue tous les soirs dans l'orchestre de son père. On l'envoie en Allemagne pour compléter sa formation musicale, vivant chez son professeur, le Stadtmusiker August Bartel, dans la Principauté de Schwarzbourg-Sondershausen, en Thuringe. Il entre au conservatoire de Sondershausen où il est l'élève de K.W. Ulrich et Eduard Stein. Il y reste de 1857 à 1861, puis est engagé dans l'orchestre princier comme violoniste.
Mackenzie souhaite poursuivre ses études de violon avec Prosper Sainton, qui avait été le professeur de son père. En 1862 il est admis à la Royal Academy of Music de Londres, où Sainton enseigne. Ses autres professeurs sont Charles Lucas (harmonie), et Frederick Bowen Jewson (piano). Peu de temps après, il reçoit une bourse du roi et il complète ses revenus en jouant dans les théâtres et les music halls, ainsi que dans des concerts de musique classique sous la direction de Michele Costa. Ces activités lui font négliger son travail universitaire. Une fois, il doit préparer une œuvre d'un compositeur classique pour un examen de piano. Il improvise alors un morceau en la mineur, et réussit à convaincre les examinateurs que c'est une œuvre peu connue de Schubert. Évoquant cette blague dans sa vieillesse, il ajoute : « Je n'ai jamais cessé de m'étonner de cette échappatoire, mais je ne conseillerais certainement pas à un étudiant de courir un risque similaire aujourd'hui ». Certaines des premières compositions de Mackenzie ont été réalisées à l'Académie.

### Les débuts de carrière
En 1865, Mackenzie retourne à Edimbourg où il devient professeur, à la fois en privé et dans les collèges locaux. À partir de 1870, il est nommé chef de chœur de l'église Saint-George, à Charlotte Square, puis, en 1873, chef de la Scottish Vocal Association. Il joue également  du violon dans des orchestres locaux mais aussi au festival de Birmingham de 1864 à 1873. Il y rencontre les musiciens de passage, en particulier le chef d'orchestre Hans von Bülow, avec qui il se lie d'amitié. En 1874, Il épouse une femme de la région, Mary Malina Burnside (décédée en 1925). Ils ont une fille, Marie. Mackenzie commence, avec succès, à composer de la musique orchestrale. Bülow dirige son ouverture Cervantes en 1879 et deux de ses rhapsodies écossaises sont créées par August Manns en 1880 et 1881. À la fois enseignant et musicien, Mackenzie voit sa santé se dégrader. Sur les conseils de Bülow, il se rend à Florence. Deux des élèves de Bülow, Giuseppe Buonamici et George F. Hatton, le présente aux mécènes Carl et Jessie Hillebrand. Après un repos de quelques mois auprès d'eux, il commence à composer à temps plein. Mis à part un an en Angleterre (1885), il réside à Florence jusqu'en 1888. Pendant cette période, il passe beaucoup de temps en compagnie de Franz Liszt et écrit des œuvres instrumentales de grande envergure, de la musique orchestrale et chorale et deux opéras.
Ses cantates The Bride et Jason sont données avec succès, et la Carl Rosa Company lui commande son premier opéra, Colomba, sur un livret de Francis Hueffer, critique musical au Times. L'opéra est créé avec succès en 1883. Un deuxième opéra, The Troubadour, produit par la même société en 1886, a moins de succès. Liszt pense suffisamment de bien de la pièce pour commencer à travailler sur une fantaisie pour piano sur ses thèmes. En 1884, son oratorio Rose of Sharon est créé au festival de Norfolk et Norwich. Pablo de Sarasate crée son concerto pour violon au festival de Birmingham en 1885. Pour la saison 1885-86, il est nommé chef des concerts d'oratorio de Novello à Londres. Lors de sa dernière visite en Angleterre, en 1886, Liszt entend son oratorio La Légende de Sainte Élisabeth sous la direction de Mackenzie. The Story of Sayid est présenté au festival de Leeds en 1886.

### Les années de maturité
En octobre 1887, le directeur de la Royal Academy of Music, Sir George Alexander Macfarren, meurt. Au début de 1888, Mackenzie est désigné pour lui succéder. Il occupera le poste pendant 36 ans, jusqu'à sa retraite en 1924. À l'époque, l'Académie est éclipsée par son jeune rival, le Royal College of Music. Mackenzie se mit lui rendre sa réputation. Grâce au soutien de ses collègues au Collège, George Grove, et, à partir de 1895, Hubert Parry, les deux institutions établissent des relations étroites de travail. Il enseigne la composition et la direction d'orchestre. En 1912, l'Académie déménage de ses anciens bâtiments à Mayfair dans des locaux spécialement construits à Marylebone. Dans ces dernières, Mackenzie devient très conservateur. Par exemple, il interdit à ses élèves de jouer la musique de chambre de Maurice Ravel, dont il stigmatise l'« influence pernicieuse ».
Mackenzie dirige la Royal Choral Society et l'orchestre de la Royal Philharmonic Society entre 1892 et 1899. Il donne les premières britanniques de nombreux ouvrages, notamment des symphonies de Tchaïkovski et Borodine. The Dream of Jubal est créé à Liverpool en 1889, puis à Londres dans la foulée. Suit son oratorio Bethlehem en 1894.
Comme son père, Mackenzie porte un grand intérêt à la musique folklorique et a produit plusieurs séries d'arrangements de chansons traditionnelles écossaises. En 1903, intéressé par la chanson folklorique canadienne, il entreprend une tournée au Canada organisé par le musicien anglo-canadien Charles AE Harriss. Cette tournée stimule la scène culturelle. Des concours de chant choral ont eu lieu à travers le Canada et onze nouvelles sociétés chorales sont fondées. Il dirige de nombreux concerts faisant la part belle à la musique britannique.
Mackenzie est considéré comme un musicien cosmopolite. Il parle couramment l'allemand et l'italien et est élu au poste de président de l'International Musical Society, poste qu'il occupe de 1908 à 1912. Dès ses débuts à Edimbourg et Birmingham, il rencontre et devient l'ami de nombreux grands musiciens internationaux, y compris Clara Schumann, Joseph Joachim, Charles Gounod et Antonín Dvořák, sans oublier Franz Liszt.
Ses trois derniers opéras sont His Majesty (1897), un opéra comique dans le style de Gilbert et Sullivan avec un livret de Francis Burnand et R. C. Lehmann, The Cricket on the Hearth (1914) et The Eve of St. John (1925). Aucun de ces opéras ne rencontre le succès précédemment remporté.
Mackenzie écrit aussi de la musique de scène : Ravenswood, The Little Minister (d'après J. M. Barrie) et Coriolanus notamment, ainsi que des concertos et pièces pour violon. Sir Edward Elgar a vraisemblablement été influencé par la musique de Mackenzie.
Tant à l'Académie et d'ailleurs, Mackenzie est un conférencier populaire. Parmi ses sujets favoris, citons Falstaff de Verdi. Le texte de sa conférence est publié plus tard en Italie. Il donne aussi des conférences sur ses contemporains Sullivan et Parry. À une époque où la réputation de Sullivan dans les milieux musicaux universitaires n'est pas très grande, l'hommage de Mackenzie fait preuve de générosité et d'enthousiasme.
Dans la fin du XIXe et début du XXe siècle, la notoriété professionnelle de Mackenzie lui apporte de nombreux honneurs dans les universités et les sociétés savantes en Grande-Bretagne et à l'étranger. Il est anobli en 1895. Il est promu Chevalier Commandeur de l'Ordre royal de Victoria (KCVO) en 1922, l'année de la célébration du centenaire de la  Royal Academy, dont il était la figure centrale. Pour son 86e anniversaire, plus de quarante musiciens distingués lui offre un plateau d'argent gravé avec leurs signatures, dont Elgar, Delius, Ethel Smyth, Edward German, Henry Wood et Landon Ronald. Il prend sa retraite de l'Académie et de la vie publique en 1924.  Ses Mémoires, A Musician's Narrative, sont publiées à Londres en 1927.
Mackenzie décède à Londres en 1935 à l'âge de 87 ans.

## Œuvres

### Œuvres orchestrales
- 1862 - Festmarsch
- 1864 - Ouverture de concert
- 1869 - Ouverture pour une comédie
- 1876 - Cervantes, ouverture (Sondershausen, 2 septembre 1877)
- 1878 - Scherzo (Crystal Palace, Londres, 18 octobre 1878)
- 1879 - Rhapsodie Écossaise, Op.21 (Édimbourg Choral Union, 5 janvier 1880)
- 1880 - Burns, deuxième rhapsodie écossaise, Op.24 (Glasgow, janvier 1881)
- 1880 - Tempo di Ballo, ouverture
- 1883 - La belle dame sans merci, poème symphonique, Op.29 (Philharmonic Society, Londres, 9 mai 1883)
- 1888 - Benedictus, pour orchestre, Op.37 No.3
- 1888 - Twelfth Night, ouverture, Op.40 (St James’s Hall, Londres, 4 juin 1888)
- 1894 - Britannia, ouverture nautique, Op.52 (Royal Academy of Music (école de musique)|Royal Academy of Music, Londres, 17 mai 1894)
- 1894 - From the North, trois pièces écossaise pour orchestre, Op.53 (Philharmonic Society, Londres, 3 avril 1895)
- 1902 - Coronation March, Op.63 (Alhambra Theatre, Londres, 13 mai 1902)
- 1902 - London Day by Day, suite, Op.64 (Norwich Festival, 22 octobre 1902)
- 1904 - Canadian Rhapsody, Op.67 (Philharmonic Society, Londres, 15 mars 1905)
- 1910 - La Savannah, air de ballet, Op.72 (Bournemouth, 6 avril 1911)
- 1911 - Tam o’Shanter, troisième rhapsodie écossaise , Op.74 (Queen's Hall, Londres, 20 mai 1911)
- 1911 - An English Joy-Peal, Op.75 (Westminster Abbey, Londres, 22 juin 1911)
- 1911 - Invocation, Op.76 (Philharmonic Society, Londres, 21 mars 1912)
- 1915 - Ancient Scots Tunes, Op.82 (Queen’s Hall, Londres, 31 août 1916)
- 1922 - Youth, Sport, Loyalty, ouverture, Op.90 (Royal Academy of Music, Londres, 20 juillet 1922)

### Œuvres concertantes
- 1875 - Larghetto et Allegretto, pour violoncelle et orchestre, Op.10
- 1884-85 - Concerto pour violon en Do dièse mineur, Op.32 (Birmingham Festival, 26 août 1885)
- 1889 - Pibroch, suite pour violon et orchestre, Op.42 (Leeds Festival, 10 octobre 1889)
- 1891 - Highland Ballad, pour violon et orchestre, Op.47 No.1 (St James’s Hall, Londres, 17 mai 1893)
- 1897 - Scottish Concerto, pour piano et orchestre, Op.55 (Philharmonic Society, Londres, 24 mars 1897)
- 1906-07 - Suite pour violon et orchestre, Op.68 (Queen’s Hall, Londres, 18 février 1907)

### Œuvres chorales
- 1881 - The Bride, cantate, Op.25 (Worcester Festival, 6 septembre 1881)
- 1882 - Jason, cantate, Op.26 (Bristol Festival, 19 octobre 1882)
- 1884 - The Rose of Sharon, oratorio, Op.30 (Norwich Festival, 16 octobre 1884)
- 1886 - The Story of Sayid, cantate, Op.34 (Leeds Festival, 13 octobre 1886)
- 1887 - A Jubilee Ode, pour soliste, chœur et orchestre, Op.36 (Crystal Palace, Londres, 22 juin 1887)
- 1887 - The New Covenant, ode pour chœur, orchestre militaire et orgue, Op.38 (Glasgow International Festival, 8 mai 1888)
- 1888-89 - The Dream of Jubal, poème, Op.41 (Liverpool Philharmonic Society, 5 février 1889)
- 1889 - The Cotter’s Saturday Night, cantate, Op.39 (Edinburgh Choral Union, 16 décembre 1889)
- 1891 - Veni Creator Spiritus, cantate, Op.46 (Birmingham Festival, 6 octobre 1891)
- 1892 - Bethlehem, oratorio, Op.49 (Royal Albert Hall, Londres, 12 avril 1894)
- 1904 - The Witch’s Daughter, cantate, Op.66 (Leeds Festival, 5 octobre 1904)
- 1908 - The Sun-God’s Return, cantate, Op.69 (Cardiff Festival, 21 septembre 1910)

### Œuvres lyriques
- 1882-83 - Colomba, drame lyrique, Op.28 (Drury Lane Theatre, Londres, 9 avril 1883)
- 1886 - The Troubadour, drame lyrique, Op.33 (Drury Lane Theatre, Londres, 8 juin 1886)
- 1897 - His Majesty or The Court of Vingolia, opéra comique (Savoy Theatre, Londres, 20 février 1897)
- 1901 - The Cricket on the Hearth, Op.62 (Royal Academy of Music, Londres, 6 juin 1914)
- 1904-05 - The Knights of the Road, opérette, Op.65 (Palace Theatre, Londres, 27 février 1905)
- 1916-20 - The Eve of St John, Op.87 (British National Opera Company, Liverpool, 16 avril 1924)

### Musique de scène
- 1890 - Ravenswood, Op.45 (Lyceum Theatre, Londres, septembre 1890)
- 1891 - Marmion, Op.43 (Theatre Royal, Glasgow, avril 1891)
- 1897 - The Little Minister, Op.57 (Haymarket Theatre, Londres, 6 novembre 1897)
- 1898 - Manfred, Op.58 (écrit pour le Lyceum Theatre, Londres, mais la production fut annulée)
- 1901 - Coriolanus, Op.61 (Lyceum Theatre, Londres, 15 avril 1901)

## Source de traduction
- (en) Cet article est partiellement ou en totalité issu de l’article de Wikipédia en anglais intitulé « Alexander Mackenzie (composer) » (voir la liste des auteurs).